# Kamień Mickiewicza
Kamień Mickiewicza – kamień z sentencją Ewa raj utraciła, Tyś go wskrzesiła i autografem Adama Mickiewicza.
Kamień był opisany w pamiętnikach z epoki. Mickiewicz przebywając w Studzionkach dokonał takiego wpisu w albumie goszczącej go gospodyni, a potem na pamiątkę jego pobytu napis uwieczniono na kamieniu. Kamień długo uważany był za zaginiony, w 2020 r. odnaleziono go wmurowany w ścianę budynku gospodarskiego w Studzionkach.